# Sport en Pologne
La Pologne est en 2018 classée au vingt-troisième rang du classement mondial des grandes nations du sport.

## Football
- L'Ekstraklasa réunit tous les ans les seize meilleures équipes du pays. Le champion en titre est le Legia Varsovie, club couronné à treize reprises.
- La Coupe de Pologne, créée en 1926. Le Legia Varsovie est l'équipe la plus titrée de la compétition avec treize succès.
- Le Championnat féminin, qui fut le plus souvent dominé par le Czarni Sosnowiec jusqu'aux années 2000 (12 titres).
- L'équipe nationale, médaillée d'or aux Jeux olympiques de 1972 devant la Hongrie et deux fois troisième de la Coupe du monde (1974 et 1982).
- L'Euro 2012 s’est déroulé en Pologne en collaboration avec l'Ukraine. Il s'agit ici de la plus grande compétition footballistique organisée par le pays.

## Basket-ball
La Dominet Bank Ekstraliga, plus haute division de Pologne, et dont l'Asseco Prokom Sopot a triomphé les quatre dernières années.

## Hockey sur glace
L'Ekstraliga est la ligue élite du championnat  de hockey sur glace en Pologne. Elle a été créée en 1927 et se nommait Ekstraklasa durant la période 1955-1999. Le Podhale Nowy Targ l'a remportée à 19 reprises.
Il y a 3 633 licenciés en Pologne.

## Cyclisme

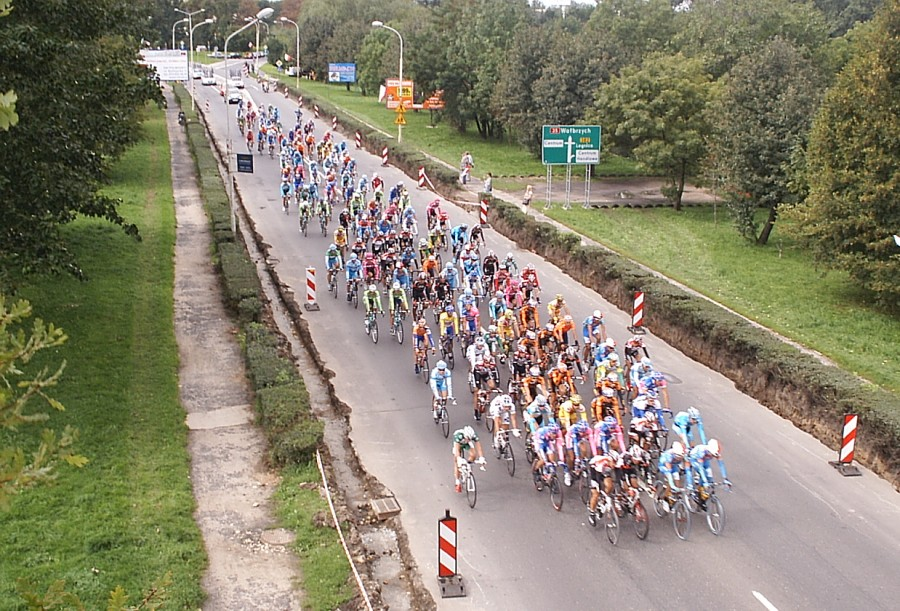
Le Tour de Pologne

Le Tour de Pologne fait partie des courses UCI ProTour depuis 2005. 
Le premier vainqueur du Tour se nomme Feliks Więcek, qui l'a remporté en 1928.
Le Tour était tout d'abord réservé aux amateurs, avant d'accueillir des coureurs plus expérimentés comme Sergueï Ivanov ou Laurent Brochard.
L'édition 2018 a consacré Michał Kwiatkowski, suivi de Simon Yates. Le Français Thibaut Pinot est troisième.

## Volley-ball
Au niveau international, le volley-ball est certainement le sport dans lequel la Pologne s'est le plus illustré avec de nombreux podiums.
- L'équipe de Pologne de volley-ball est composée des meilleurs joueurs polonais sélectionnés par la Fédération polonaise de volley-ball (Polski Związek Piłki Siatkowej, PZPS). Elle a remporté le championnat du monde à trois reprises, en 1974, 2014 et 2018.
- L'équipe de Pologne de volley-ball féminin est composée des meilleures joueuses polonaises sélectionnées par la Fédération polonaise de volley-ball (Polski Związek Piłki Siatkowej, PZPS). Elle est actuellement classée au 22e rang de la Fédération internationale de volley-ball au 22 août 2016.
- Le PLS (Polska Liga Siatkowki) est la plus haute division masculine de volley-ball en Pologne dont le SKRA Bełchatów domine le championnat en l'ayant remporté à neuf reprises depuis 2005.

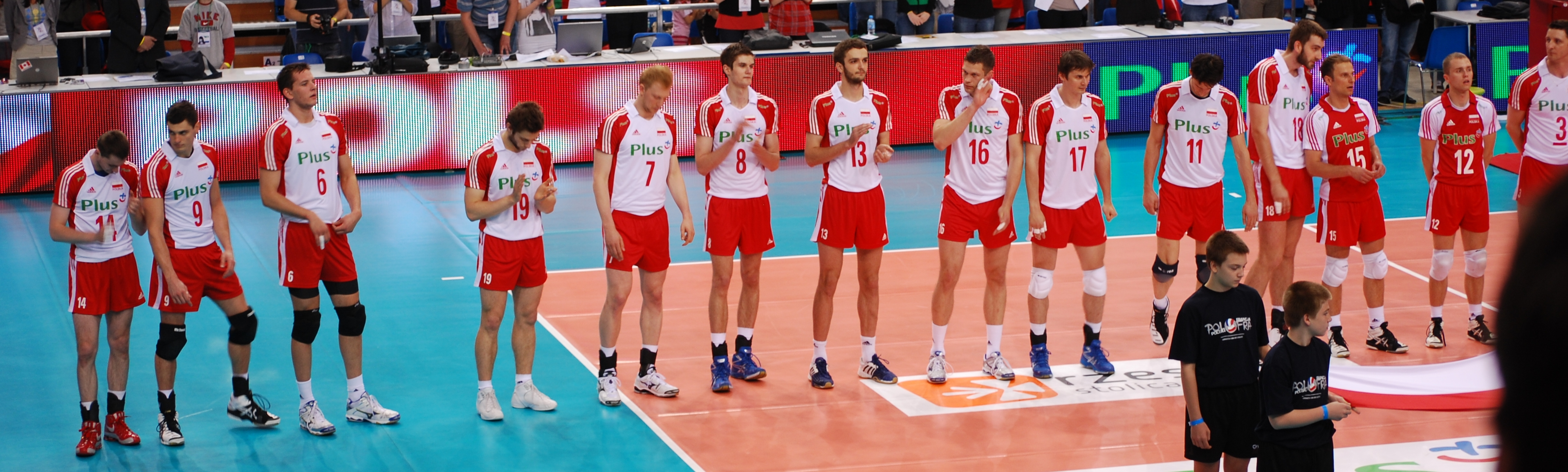
Équipe de Pologne de volley-ball

## La Pologne auxJeux olympiques
Bien que Zakopane et Cracovie aient été villes candidates pour l'organisation des Jeux olympiques d'hiver de 2006 et 2018, à cette date, la Pologne n'a accueilli aucun tournoi olympique. 
La première médaille polonaise a été obtenue aux Jeux olympiques de Paris (1924) par l'équipe de cyclisme sur piste. La même année, Adam Królikiewicz s'est classé 3e au saut d'obstacles individuel.
La première médaille d'or a été décrochée par Halina Konopacka aux JO d'Amsterdam (1928), au lancer du disque.
En 2019, la Pologne totalise 282 médailles aux Jeux olympiques d'été, dont 66 en or. Ainsi que 22 médailles dont 7 en or pour les Jeux olympiques d'hiver.

## Sportifs célèbres
- Robert Lewandowski (Football)
- Jakub Błaszczykowski (Football)
- Jerzy Dudek (Football)
- Grzegorz Lato (Football)
- Zbigniew Boniek (Football)
- Wojciech Szczęsny (Football)

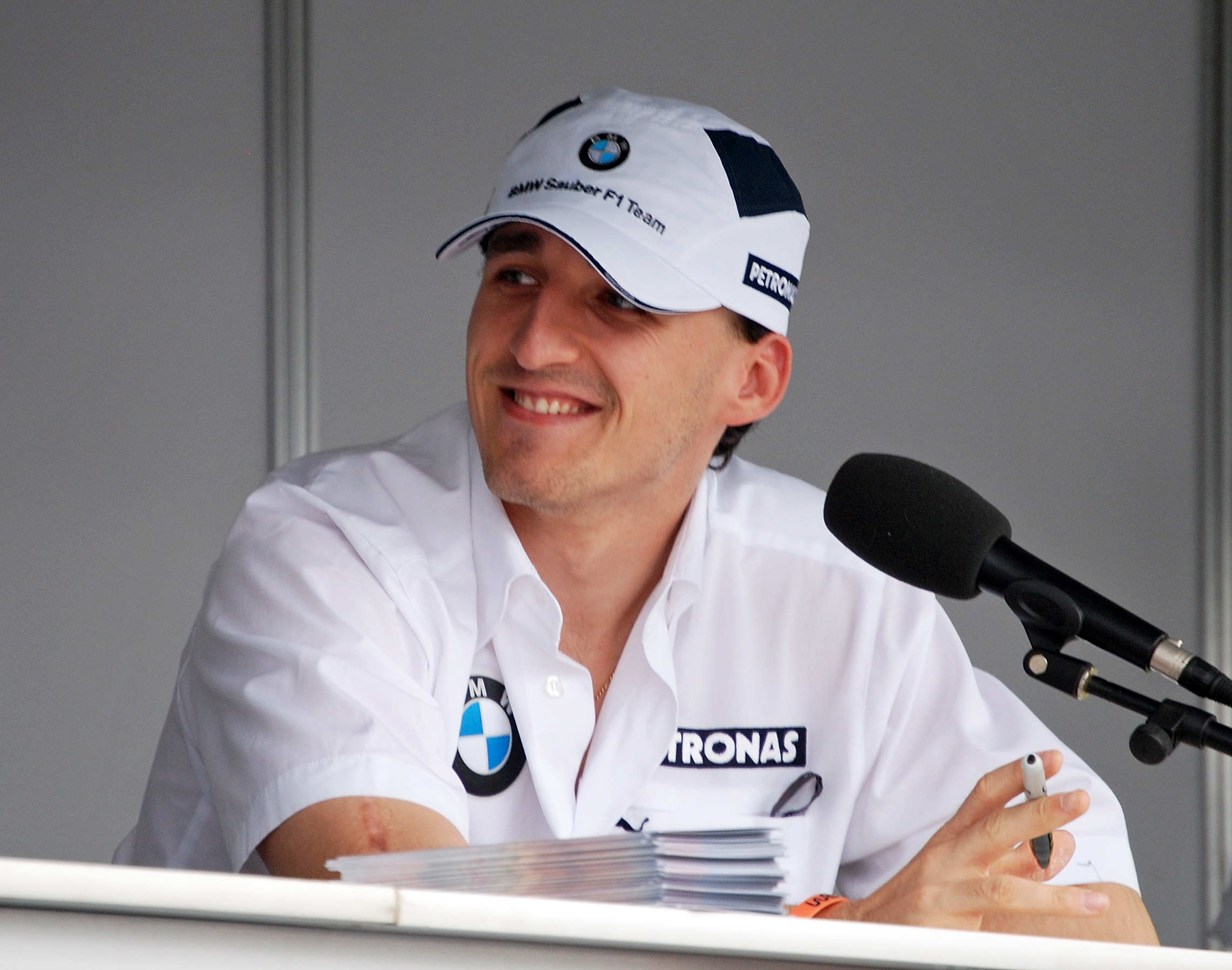
Robert Kubica lors du Grand Prix automobile d'Australie 2009.

- Justyna Kowalczyk-Tekieli (Ski de fond)
- Robert Kubica (Formule 1)
  - Premier et seul pilote polonais de Formule 1. A remporté sa première victoire lors du Grand Prix du Canada 2008. Premier polonais à gagner les 24 Heures du Mans en 2025.
- Mariusz Czerkawski (Hockey sur glace)
  - 18 ans de professionnalisme en hockey sur glace.
- Agnieszka Radwańska (Tennis)
- Iga Świątek (Tennis) : première polonaise numéro 1 mondiale. A gagné 6 tournois du Grand Chelem, dont 4 Roland Garros (2020, 2022, 2023 et 2024), 1 US Open (2022) et 1 Wimbledon (2025), ainsi que le Masters féminin (2023).
- Adam Małysz (Saut à ski)
- Kamil Stoch (Saut à ski)
- Irena Szewińska (Sprint)